# Almbro
Almbro är en småort i Gällersta socken i Örebro kommun, Närke, belägen söder om Örebro, där Riksväg 51, Norrköpingsvägen, korsar Täljeån. Söder om byn övergår Täljeån i Kvismare kanal.

## Bebyggelse
I byn finns skolan Almbro Skola (F-6) och en förfallen vattendriven kvarn. Cirka 500 meter från byn ligger Gällersta forngård som är en populär midsommarfestplats. Totalt 19 bostadshus, 1 skola, en förfallen kvarn samt ett sågverk som fortfarande används.

## Bron
Vid kvarnen i Almbro finns en äldre stenvalvsbro som utgör en tidigare sträckning av nuvarande R51. Bron, som leder över Täljeån, är belägen väster om R51. R51 byggdes ut på 1950-talet, dessförinnan gick trafiken över stenvalvsbron.

## Kommunikationer
Landsortsbusslinjerna 727, 725 och 724 passerar orten.
- 807 Örebro - Pålsboda
- 825 Örebro - Almbro
- 824 Örebro - Norrbyås